# Mildensee
Mildensee ist eine Ortschaft und ein Stadtbezirk von Dessau-Roßlau, einer kreisfreien Stadt im Bundesland Sachsen-Anhalt. Er liegt ca. 3 km östlich vom Stadtzentrum entfernt.

## Geschichte
Am 1. Mai 1930 wurden die drei Gemeinden Pötnitz, Scholitz und Dellnau einzeln nach Dessau eingemeindet. Zum 15. April 1933 wurden die drei Ortsteile wieder ausgegliedert und zur Gemeinde Mildensee zusammengeschlossen. Am 1. November 1945 wurde Mildensee nach Dessau eingemeindet.
Der Name leitet sich vom Namen des gleichnamigen Sees ab, einem Altarm der Mulde (in alter Form Milde).
Pötnitz und Scholitz werden 1179, Dellnau 1205 erstmals urkundlich erwähnt – und sind damit älter als Dessau selbst.

## Infrastruktur und Verkehr
Die Bundesstraße 185 und in deren Fortsetzung die Bundesstraße 107 sowie die Bundesautobahn 9 führen über das Gebiet von Mildensee, letztere mit der Anschlussstelle Dessau-Ost. Auch befindet sich hier eine Autobahnmeisterei.
Die Strecke der Dessau-Wörlitzer Eisenbahn führt nördlich um die Bebauung Mildensees herum. Heute ist nur noch der Haltepunkt Dessau-Adria in Betrieb, die Bahnhöfe Mildensee West und Mildensee (vormals Dellnau) sind seit langer Zeit stillgelegt und weitgehend zurückgebaut. Weiterhin führen zwei Buslinien der Dessauer Verkehrsgesellschaft zum Dessauer Stadtzentrum.
In den 1990er Jahren entstand nahe der Autobahnabfahrt ein Einkaufs- und Gewerbepark.
Östlich des Ortszentrums befindet sich die Kiesgrube Adria mit gleichnamigem Freizeitpark und Strandbad.

## Sehenswürdigkeiten

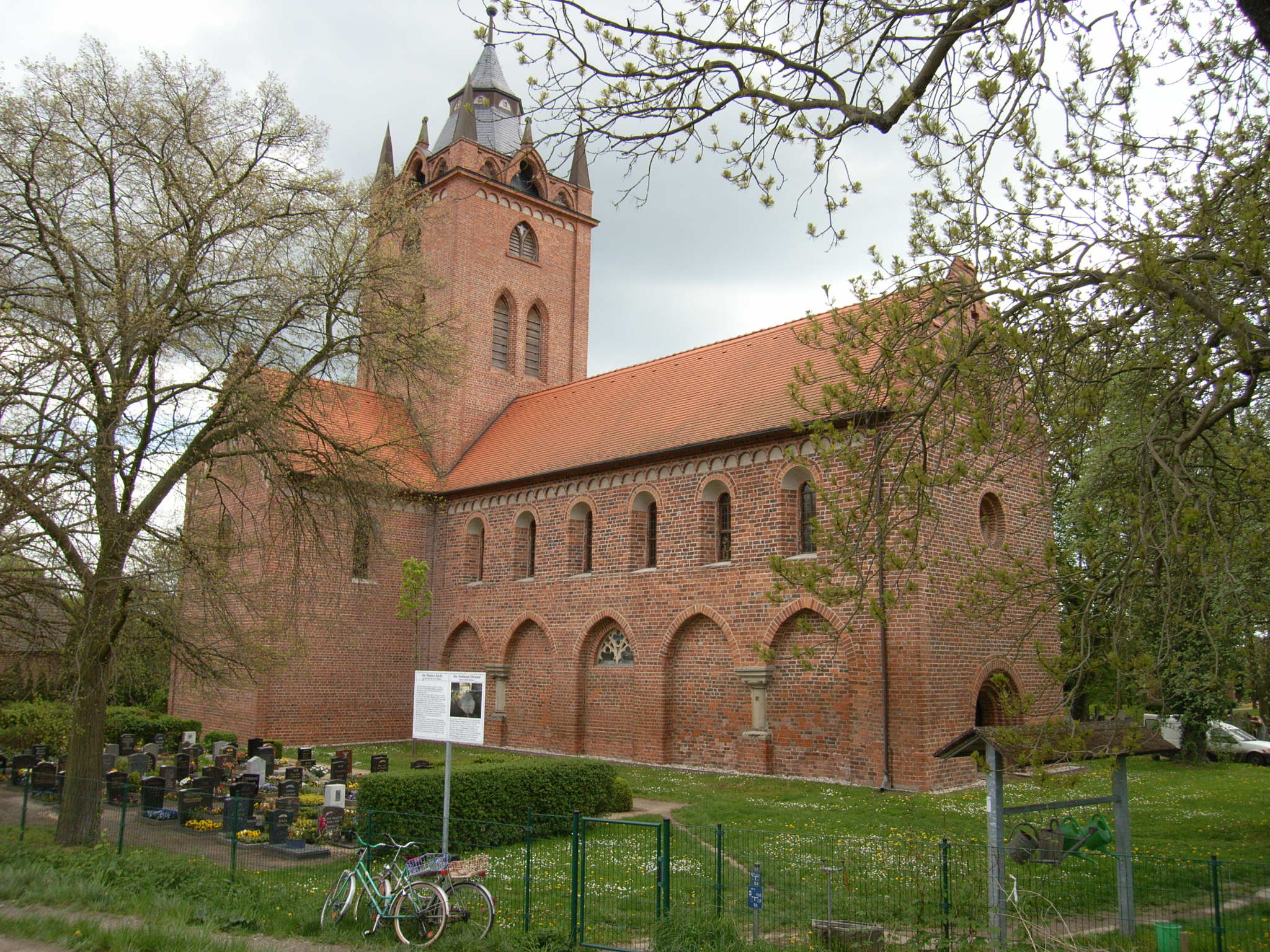
Pötnitzer Kirche

In Mildensee befinden sich die Pötnitzer Kirche, der Napoleonsturm, ein denkmalgeschützter Schafstall des Landwirts Christian Gebhard Nordmann und das Bärendenkmal.

## Veranstaltungen
- Walpurgisfeuer: am 30. April
- Pfingstreiten: am Pfingstsonntag
- Nordmannfest Fest: am 2. Septemberwochenende
- Kleiner Weihnachtsmarkt: am 3. Advent

## Ehrenbürger
- Wilhelm Friedrich Loeper (1883–1935), NSDAP-Gauleiter des Gaus Magdeburg-Anhalt[5]